# 御万人王座「双琉王」
御万人王座 「双琉王」（うまんちゅおうざ「そうりゅうおう」）は、琉球ドラゴンプロレスリングが管理、認定している王座。「御万人」は「世の中の人々、みんな、大勢」の意。

## 歴史
2020年12月27日、琉球ドラゴンプロレスリングミュージックタウン音市場大会で行われた初代王座決定タッグトーナメントに優勝したヴァンヴェール・ジャック&ハイビスカスみぃ組が初代王者になった。

## 歴代王者
| 歴代  | 選手                                      | 戴冠回数 | 防衛回数 | 獲得日付       | 獲得場所 （対戦相手・その他）                        |
| ----- | ----------------------------------------- | -------- | -------- | -------------- | ---------------------------------------------------- |
| 初代  | ヴァンヴェール・ジャック&ハイビスカスみぃ | 1        | 1        | 2020年12月27日 | ミュージックタウン音市場 グルクンマスク&首里ジョー   |
| 第2代 | 佐藤光留&ロッキー川村2                    | 1        | 0        | 2021年10月31日 | 那覇市ぶんかテンブス館                               |
| 第3代 | 藤田ミノル&美ら海セイバー                 | 1        | 0        | 2021年12月5日  | ミュージックタウン音市場                             |
| 第4代 | Kzy&U-T                                   | 1        | 5        | 2022年3月4日   | 新宿FACE 返上                                        |
| 第5代 | ウルトラソーキ&ティーラン獅沙             | 1        | 1        | 2023年4月28日  | 那覇文化芸術劇場なはーと Kzy&JACKY"FUNKY"KAMEI 返上  |
| 第6代 | モズク富永&首里ジョー                     | 1        | 1        | 2023年12月10日 | 那覇市ぶんかテンブス館 ウルトラソーキ&ティーラン獅沙 |
| 第7代 | 美ら海セイバー&オリオン                   | 1        | 1        | 2024年6月16日  | 那覇市ぶんかテンブス館                               |
| 第8代 | 入江茂弘&三原一晃                         | 1        | 0        | 2024年12月22日 | 那覇文化芸術劇場なはーと小劇場                       |
| 第9代 | グルクンマスク&YAMATO                     | 1        |          | 2025年4月27日  | 那覇文化芸術劇場なはーと                             |